# Atletik under sommer-OL 2012 – 110 m hæk mænd
110 meter hæk for mænd ved sommer-OL 2012 i London blev arrangeret fra den 7. - 8. august 2012 på Olympiskestadion.

## Program
| Dato                    | Tid         | Runde              |
| ----------------------- | ----------- | ------------------ |
| Tirsdag, 7. august 2012 | 10:10       | Heat               |
| Onsdag, 8 august 2012   | 19:15 21:15 | Semifinaler Finale |

## Resultater

### Finale
| Placering | Udøver           | Nationalitet | Tid   | Forskel |
| --------- | ---------------- | ------------ | ----- | ------- |
| 1         | Aries Merritt    | USA          | 12.92 | WL, PB  |
| 2         | Jason Richardson | USA          | 13.04 |         |
| 3         | Hansle Parchment | JAM          | 13.12 | NR      |
| 4         | Lawrence Clarke  | GBR          | 13.39 |         |
| 5         | Ryan Brathwaite  | BAR          | 13.40 |         |
| 6         | Orlando Ortega   | CUB          | 13.43 |         |
| 7         | Lehann Fourie    | RSA          | 13.53 |         |
| N/A       | Dayron Robles    | CUB          | N/A   | DNF     |

## Semifinale

### Heat 1
Vind:
Heat 1: -0.5 m/s
| Placering | Udøver                 | Nationalitet | Tid   | Forskel |
| --------- | ---------------------- | ------------ | ----- | ------- |
| 1         | Jason Richardson       | USA          | 13.13 | Q       |
| 2         | Orlando Ortega         | CUB          | 13.26 | Q       |
| 3         | Lawrence Clarke        | GBR          | 13.31 | q, PB   |
| 4         | Adrien Deghelt         | BEL          | 13.42 | PB      |
| 5         | Garfield Darien        | FRA          | 13.48 |         |
| 6         | Wayne Davis            | TRI          | 13.49 |         |
| 7         | Konstadínos Douvalídis | GRE          | 13.77 |         |
| -         | Gregory Sedoc          | NED          |       | DNF     |

### Heat 2
Vind:
Heat 2: +0.1 m/s
| Placering | Udøver              | Nationalitet | Tid   | Forskel |
| --------- | ------------------- | ------------ | ----- | ------- |
| 1         | Aries Merritt       | USA          | 12.94 | Q       |
| 2         | Ryan Brathwaite     | BAR          | 13.23 | Q, SB   |
| 3         | Xie Wenjun          | CHN          | 13.34 | PB      |
| 4         | Andy Turner         | GBR          | 13.42 |         |
| 5         | Selim Nurudeen      | NGR          | 13.55 |         |
| 6         | Dimitri Bascou      | FRA          | 13.55 |         |
| 7         | Paulo Villar        | COL          | 13.63 |         |
| 8         | Konstantin Shabanov | RUS          | 13.65 |         |
| -         | Richard Phillips    | JAM          |       | DNF     |

### Heat 3
Vind:
Heat 3: +0.1 m/s
| Placering | Udøver           | Nationalitet | Tid   | Forskel |
| --------- | ---------------- | ------------ | ----- | ------- |
| 1         | Dayron Robles    | CUB          | 13.10 | Q, SB   |
| 2         | Hansle Parchment | JAM          | 13.14 | Q, NR   |
| 3         | Lehann Fourie    | RSA          | 13.28 | q, PB   |
| 4         | Emanuele Abate   | ITA          | 13.35 |         |
| 5         | Jeff Porter      | USA          | 13.41 |         |
| 6         | Sergey Shubenkov | RUS          | 13.41 |         |
| 7         | Maksim Lynsha    | BLR          | 13.45 | PB      |
| 8         | Ladji Doucouré   | FRA          | 13.74 |         |

## Runde 1
Kval. refler: første 3 i hvert heat (Q) og de efterfølgende 6 hurtigste tider (q) går videre til semifinalen.

### Heat 1
| Placering | Udøver                 | Nationalitet | Tid   | Forskel |
| --------- | ---------------------- | ------------ | ----- | ------- |
| 1         | Sergey Shubenkov       | RUS          | 13.26 | Q       |
| 2         | Konstadínos Douvalídis | GRE          | 13.40 | Q       |
| 3         | Adrien Deghelt         | BEL          | 13.52 | Q       |
| 4         | Garfield Darien        | FRA          | 13.54 | q       |
| 5         | Paulo Villar           | COL          | 13.55 | q, SB   |
| 6         | Matthias Bühler        | GER          | 13.68 |         |
| 7         | Shi Dongpeng           | CHN          | 13.78 |         |
| 8         | David Ilariani         | GEO          | 13.90 |         |

### Heat 2
| Placering | Udøver              | Nationalitet | Tid   | Forskel |
| --------- | ------------------- | ------------ | ----- | ------- |
| 1         | Jason Richardson    | USA          | 13.33 | Q       |
| 2         | Lawrence Clarke     | GBR          | 13.42 | Q       |
| 3         | Maksim Lynsha       | BLR          | 13.47 | Q, SB   |
| 4         | Wayne Davis         | TRI          | 13.52 | q       |
| 5         | Andrew Riley        | JAM          | 13.59 |         |
| 6         | João Carlos Almeida | POR          | 13.69 |         |
| 7         | Rouhollah Askari    | IRI          | 13.97 |         |
| 8         | Ronald Forbes       | CAY          | 14.21 |         |
| N/A       | Enrique Llanos      | PUR          | N/A   | DNF     |

### Heat 3
| Placering | Udøver              | Nationalitet | Tid   | Forskel |
| --------- | ------------------- | ------------ | ----- | ------- |
| 1         | Orlando Ortega      | CUB          | 13.26 | Q       |
| 2         | Hansle Parchment    | JAM          | 13.32 | Q       |
| 3         | Konstantin Shabanov | RUS          | 13.63 | Q       |
| 4         | Ladji Doucouré      | FRA          | 13.67 |         |
| 5         | Mikel Thomas        | TRI          | 13.74 |         |
| 6         | Erik Balnuweit      | GER          | 13.77 |         |
| N/A       | Andrew Pozzi        | GBR          | N/A   | DNF     |
| N/A       | Shamar Sands        | BAH          | N/A   | DQ      |
| N/A       | Ali Kamé            | MAD          | N/A   | DQ      |

### Heat 4
| Placering | Udøver            | Nationalitet | Tid   | Forskel |
| --------- | ----------------- | ------------ | ----- | ------- |
| 1         | Dayron Robles     | CUB          | 13.33 | Q       |
| 2         | Lehann Fourie     | RSA          | 13.49 | Q, SB   |
| 3         | Jeff Porter       | USA          | 13.53 | Q       |
| 4         | Dimitri Bascou    | FRA          | 13.57 | q       |
| 5         | Greggmar Swift    | BAR          | 13.62 |         |
| 6         | Alexander John    | GER          | 13.67 |         |
| 7         | Fawaz Al-Shammari | KUW          | 14.00 |         |
| 8         | Héctor Cotto      | PUR          | 14.08 |         |
| 9         | Ahmad Hazer       | LIB          | 14.82 |         |

### Heat 5
| Placering | Udøver           | Nationalitet | Tid   | Forskel |
| --------- | ---------------- | ------------ | ----- | ------- |
| 1         | Aries Merritt    | USA          | 13.07 | Q       |
| 2         | Ryan Brathwaite  | BAR          | 13.23 | Q, SB   |
| 3         | Xie Wenjun       | CHN          | 13.43 | Q       |
| 4         | Emanuele Abate   | ITA          | 13.46 | q       |
| 5         | Richard Phillips | JAM          | 13.47 | q       |
| 6         | Dániel Kiss      | HUN          | 13.62 |         |
| 7         | Aleksey Dremin   | RUS          | 13.75 | SB      |
| 8         | Jeffrey Julmis   | HAI          | 13.87 |         |
| 9         | Ronald Bennett   | HON          | 14.45 |         |

### Heat 6
| Placering | Udøver           | Nationalitet | Tid   | Forskel |
| --------- | ---------------- | ------------ | ----- | ------- |
| 1         | Andy Turner      | GBR          | 13.42 | Q       |
| 2         | Selim Nurudeen   | NGR          | 13.51 | Q, PB   |
| 3         | Gregory Sedoc    | NED          | 13.52 | Q       |
| 4         | Balázs Baji      | HUN          | 13.76 |         |
| 5         | Jackson Quiñónez | ESP          | 13.76 | SB      |
| N/A       | Shane Brathwaite | BAR          | N/A   | DNF     |
| N/A       | Liu Xiang        | CHN          | N/A   | DNF     |
| N/A       | Artur Noga       | POL          | N/A   | DNF     |
| N/A       | Moussa Dembele   | SEN          | N/A   | DQ      |